# Albert Döderlein
Albert Sigmund Gustav Döderlein (Augusta, 5 luglio 1860 – Monaco di Baviera, 10 dicembre 1941) è stato un ginecologo tedesco.
Direttore di una clinica ginecologica a Monaco di Baviera, introdusse la terapia a radio per i tumori dell'utero.